# 克拉克斯格羅夫 (明尼蘇達州)
克拉克斯格羅夫（英語：Clarks Grove）是一個位於美國明尼蘇達州弗里伯恩縣的城市。

## 人口
根據2020年美國人口普查的數據，克拉克斯格羅夫的面積為1.65平方千米，當中陸地面積為1.55平方千米，而水域面積為0.10平方千米。當地共有人口694人，而人口密度為每平方千米421人。